# Lophozia novae-caesareae
Lophozia novae-caesareae là một loài rêu tản trong họ Jungermanniaceae. Loài này được (A. Evans) Stephani miêu tả khoa học lần đầu tiên năm 1901.